# Oogmeting
Een oogmeting (of brilmeting of refractie) is het meten van de benodigde brilsterkte. Op basis van de meetresultaten kunnen brillenglazen worden gemaakt. Indien de gegevens van de oude bril bekend zijn, kunnen deze als uitgangspunt worden gebruikt, waardoor de meting veel sneller kan verlopen.

## Refractiemeting

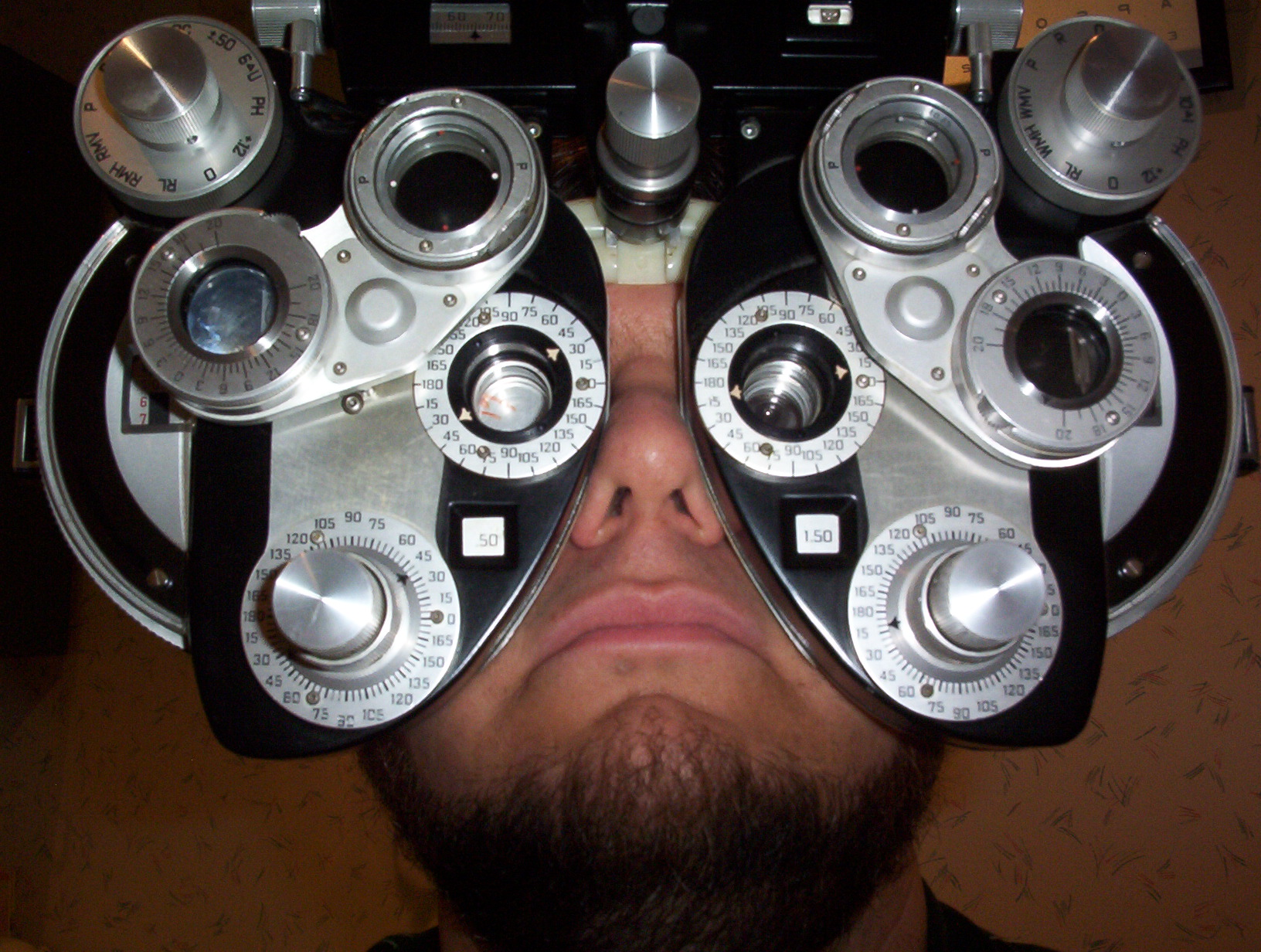
Oogmeting met een handbediende refractor (gezien vanaf de kant van de opticien)

Bij de refractiemeting wordt de benodigde correctie bepaald: de sterkte (in dioptrie), en de asrichting (in graden) voor de eventuele cilindrische correctie voor astigmatisme (ook cilinderafwijking genoemd) en de eventuele extra sterkte van het leesgedeelte (de zogenaamde leesadditie). 
Verder wordt de pupilafstand (PD, in millimeters) opgemeten.
Er zijn in beginsel twee meetmethodes, die met een foropter of (handbediende) refractor, en die met een autorefractor.

## De meetresultaten
Een brilvoorschrift bestaat uit twee gegevensreeksen, meestal in twee regels of in twee kolommen. Eén reeks is voor het rechteroog en één reeks voor het linkeroog. Brilvoorschriften worden altijd genoteerd vanuit de kijkrichting van de opticien (of degene die de meting verricht). Vandaar dat de gegevens van het rechteroog van de patiënt links staan en de gegevens van het linkeroog rechts. Een voorbeeld van een brilvoorschrift wordt hiernaast getoond.  Sterktes worden tot op een kwart dioptrie nauwkeurig gemeten.
Het rechteroog in dit voorbeeld heeft alleen een sferische correctie nodig van +1 dpt voor veraf en een leesadditie van 2,5 dpt. De leessterkte wordt altijd opgegeven als een „additie” ten opzichte van de verafsterkte. In dit voorbeeld is de totale sterkte voor het leesgedeelte rechts dus 1,0 + 2,5 = 3,5 dpt. Zie Lens (optica), onder Lenssterkte, voor uitleg over dit optellen van lenssterktes.
Het linkeroog heeft hier ook een zekere mate van astigmatisme, waarvoor een cilindrische correctie wordt gegeven. Ook deze wordt als „additie” opgegeven. Stralen die in een vlak door de as van de cilinder invallen, blijven na breking in dezelfde richting doorgaan. In de asrichting is de sterkte van de cilindercomponent dus 0 dpt. Loodrecht op de as is de cilindersterkte als op het brilvoorschrift aangegeven, hier dus –0,25 dpt. De asrichting van de cilinder is 175°, vanuit de opticien gezien tegen de klok in gemeten. De totale verafsterkte voor het linkeroog bedraagt dus +1,25 dpt in het vlak van de cilinderas, en +1,00 dpt loodrecht daarop.
Bij Additie staat de leesadditie vermeld. Deze is altijd sferisch. Immers als de ooglens niet meer accommodeert, hebben eventuele vormafwijkingen van de lens invloed op alle afstanden en zullen zij dus in het verafgedeelte van het brilvoorschrift worden gecorrigeerd.
Bij Prisma staat de eventuele prismatische correctie (voor scheelzien) vermeld, en bij Basis de richting van de basis van het prisma.
Verder wordt van elk oog de visus bepaald. Dat is een maat voor de gezichtsscherpte, die in Nederland gewoonlijk wordt bepaald met de snellenkaart.  De visus van het gemiddelde oog wordt op 1,0 (of 100%) gesteld. Met een visus van 0,5 kunnen details pas op de helft van de 'normale' afstand onderscheiden worden.
Vaak wordt rechts aangegeven met OD (van het Latijnse oculus dexter, rechteroog), en links met OS (van het Latijnse oculus sinister, linkeroog). ODS betekent oculi dexter et sinister, dus beide ogen.
Voor het aanmeten van de bril zal de opticien ook altijd de pupilafstand (PD, pupil distance) opmeten.

## Invloed van diabetes
Diabetes kan niet alleen irreversibele netvliesschade veroorzaken, maar kan ook de effectieve ooglenssterkte beïnvloeden. De lenssterkte wijzigt vrij snel met veranderingen in het bloedsuikergehalte; niet lang na een maaltijd kan reeds een afwijkende sterkte worden gemeten. Opticiens weten dit. Diabetici met een bril doen er daarom verstandig aan, hun opticien te informeren dat zij diabetes hebben. Geadviseerd wordt om voor de aanschaf van een nieuwe bril meerdere oogmetingen te laten doen, op verschillende dagen. Het beste kan dit gedaan worden op een tijdstip dat het bloedsuikergehalte redelijk stabiel is, zoals in de tweede helft van de middag.